# Ängelholm (gemeente)
Ängelholm is een Zweedse gemeente in Skåne. De gemeente behoort tot de provincie Skåne län. Ze heeft een totale oppervlakte van 482,4 km² en telde 38.140 inwoners in 2004.

## Plaatsen
| #  | Plaatsnaam       | Inwoneraantal |
| -- | ---------------- | ------------- |
| 1  | Ängelholm (stad) | 22,532        |
| 2  | Munka-Ljungby    | 2,877         |
| 3  | Vejbystrand      | 2,764         |
| 4  | Strövelstorp     | 1,012         |
| 5  | Hjärnarp         | 871           |
| 6  | Skepparkroken    | 705           |
| 7  | Svenstorp        | 238           |
| 8  | Margretetorp     | 211           |
| 9  | Höja             | 200           |
| 10 | Bjärlyckehus     | 145           |
| 11 | Ausås            | 136           |
| 12 | Gånarp           | 113           |

Ängelholm · Åstorp · Båstad · Bjuv · Bromölla · Burlöv · Eslöv · Hässleholm · Helsingborg · Höganäs · Höör · Hörby · Kävlinge · Klippan · Kristianstad · Landskrona · Lomma · Lund · Malmö · Örkelljunga · Osby · Östra Göinge · Perstorp · Simrishamn · Sjöbo · Skurup · Staffanstorp · Svalöv · Svedala · Tomelilla · Trelleborg · Vellinge · Ystad